# Christiane Ziegler (Physikerin)
 Christiane Ziegler (* 8. Mai 1964 in Tübingen) ist eine deutsche Physikerin und Hochschullehrerin. Sie ist Professorin für Technische Physik an der Rheinland-Pfälzischen Technischen Universität in Kaiserslautern.

## Leben und Werk
Ziegler studierte von 1983 bis 1988 an der Eberhard-Karls-Universität Tübingen Chemie mit dem Abschluss Diplom in Physikalischer und Theoretischer Chemie bei Professor Wolfgang Göpel (1943–1999). Von 1988 bis 2000 forschte sie als wissenschaftliche Angestellte, wissenschaftliche Assistentin und akademische Rätin am Institut für Physikalische und Theoretische Chemie der Universität Tübingen, wo sie 1996 mit der Habilitationsschrift: Oligothiophene als Modellsubstanzen für die Molekularelektronik habilitierte.
Seit 2000 ist sie Professorin für Technische Physik an der damaligen Technischen Universität Kaiserslautern und heutigen RPTU Kaiserslautern-Landau sowie seit 2004 Wissenschaftliche Leiterin des Instituts für Oberflächen- und Schichtanalytik (IFOS) GmbH. Sie war Leiterin des Kompetenzzentrums „CC-NanoBioTech“, des Steinbeis-Transferzentrums „Grenzflächenanalytik und Sensorik“ und Wissenschaftliche Leiterin von „NanoBioNet“ des Netzwerkes der Region Saar-Rheinhessen-Pfalz.
Sie ist Gutachterin und Mitglied in Expertenkomitees im Bereich Oberflächenanalytik, Nanotechnologie, Nanobiotechnologie und Medizintechnik und Mitglied des Programmkomitees verschiedener nationaler und internationaler Tagungen.

## Mitgliedschaften (Auswahl)
- Verein Deutscher Ingenieure
- Materials Research Society
- Gesellschaft Deutscher Chemiker
- Deutsche Bunsen-Gesellschaft für Physikalische Chemie
- Deutsche Physikalische Gesellschaft
- European Physical Society
- Deutscher Hochschullehrerverband

## Veröffentlichungen (Auswahl)
- Cantilever-based biosensors, Analytical and bioanalytical chemistry 379 (7–8), 946–959, 2004
- Thin Film Properties of Oligothiophenes, Handbook of Organic Conductive Molecules and Polymers 3, 677–744, 1997
- Einführung in die Materialwissenschaften: Physikalisch-chemische Grundlagen und Anwendungen, 1996, ISBN 978-3-8154-2111-6
- Struktur der Materie: Grundlagen, Mikroskopie und Spektroskopie, 1994, ISBN 978-3-8154-2110-9